# Татарский энциклопедический словарь
Татарский энциклопедический словарь (тат. Татар энциклопедия сүзлеге) — первое универсальное научно-справочное издание, содержит более 20 тысяч статей, посвящённых татарскому народу и Татарстану в его исторических границах с древнейших времён до наших дней.
В книге свыше 16 тысяч статей, в том числе 7 тысяч биографических; краткие справки обо всех существующих в настоящее время населённых пунктах РТ; областях, краях и республиках РФ и других странах, являющихся местами компактного проживания татар. Издано на мелованной бумаге. Издатель — Институт Татарской энциклопедии Академии наук РТ.
На презентации книги, состоявшейся 3 ноября 1999 года, президент Татарстана Минтимер Шаймиев так оценил книгу:

…выход в свет Татарского энциклопедического словаря — событие долгожданное. Это воплощение мечты всех поколений научной интеллигенции нашей республики со времён ещё Каюма Насыри, Марджани, Ризы Фахретдина… Нам наконец-то удалось не просто говорить об огромном научном потенциале Татарстана, а на деле показать всем, что мы действительно в состоянии разработать и издать такой прекрасный труд
.
Шайдуллин указал, что развитие энциклопедистики в Татарстане выполняют важную культуртрегерскую функцию.

## Издания
- Татарский энциклопедический словарь. — Казань: Институт Татарской энциклопедии АН РТ, 1999. — 703 с., илл. ISBN 0-9530650-3-0
- Татарский энциклопедический словарь (на татарском языке) / Гл. ред. М. Х. Хасанов; Отв. ред. Г. С. Сабирзянов. — Казань: Институт Татарской энциклопедии АН РТ, 2002. — 830 с.: ил. ISBN 5-902375-01-0